# Амхері
Амхері (груз. ამხერი) — село в Грузії.
За даними перепису населення 2014 року в селі проживає 97 осіб.